# Smokey și Banditul
Smokey și Banditul (în engleză Smokey and the Bandit) este un film american de comedie și acțiune din 1977, în regia lui Hal Needham, cu Burt Reynolds, Sally Field, Jackie Gleason, Jerry Reed, Pat McCormick⁠(d), Paul Williams⁠(d) și Mike Henry⁠(d). Filmul este debutul în regie al cascadorului Hal Needham⁠(d) și urmărește călătoria lui Bo „Bandit” Darville (Reynolds) și Cledus „Omul zăpezilor” Snow (Reed), doi contrabandiști⁠(d) care încearcă să transporte ilegal 400 de casete de bere Coors⁠(d) din Texarkana⁠(d) în Atlanta. În timp ce Cledus conduce camionul cu bere, Bandit se află la volanul unui Pontiac Firebird⁠(d) și încearcă să distragă atenția oamenilor legii. Pe întreg parcursul călătoriei lor sunt urmăriți de șeriful de comitat Buford T. Justice⁠(d) (Gleason). Smokey și Banditul a fost al doilea film după încasări la nivel național din 1977 cu 126 de milioane de dolari în comparație cu bugetul de 4,3 milioane, fiind învinși de Războiul Stelelor care a obținut 775,5 milioane de dolari. Sally Field și Burt Reynolds s-au îndrăgostit pe platourile de filmare.

## Intriga
Bogatul texan Big Enos Burdette și fiul său Little Enos au sponsorizat un pilot de curse în cadrul Southern Classic din Atlanta și doresc să sărbătorească cu stil în momentul în care va ieși câștigător. Prin urmare, aceștia decid să găsească un șofer de camion dispus să transporte ilegal bere Coors⁠(d) în Atlanta. Îl descoperă pe legendarul Bo „Bandit” Darviile la o cursă de mașini⁠(d) din Lakewood Fairgrounds⁠(d) și îi oferă 80.000 de dolari să transporte 400 de casete de bere din Texarkana (cel mai apropiat loc în care se puteau vinde legal) până în Atlanta în 28 de ore. În ciuda riscurilor, Bandit este de acord, îl recrutează pe partenerul său Cledus „Omul zăpezilor” Snow  în calitate de șofer de camion, iar el conduce un Firebird Trans Am⁠(d) negru cumpărat în avans de la Burdette cu scopul de le distrage atenția celor interesați de marfa transportată.
Cei doi sosesc în Texarkana cu o oră mai devreme și încarcă camionul, dar pe drum către destinația finală, Carrie, o mireasă pe fugă, îl oprește și îi sare în mașină, devenind țintă în ochii șerifului Buford T. Justice, un polițist texan al cărui fiu Junior urma să se căsătorească cu Carrie. Bufford ignoră legile și, alături de fiul său, îl urmărește pe Bandit până în Georgia cu scopul de a-i recupera viitoarea soție. Pe parcursul urmăririi, mașina acestuia este implicată în numeroase accidente și începe să se dezmembreze.
Poliția din statele pe care le tranzitează începe să-l urmărească în timp ce Snowman se îndreaptă spre Atlanta cu marfa contrafăcută. Pe parcursul călătoriei, aceștia sunt ajutați de mai mulți participanți la trafic prin radio CB. În același timp, Buford și ceilalți oameni ai legii nu au cunoștință de transportul ilegal, iar Bandit nu știe că Buford îl urmărește din cauza lui Carrie.
În momentul în care intră în Georgia, Snowman este oprit de un polițist pe motocicletă⁠(d), dar Bandit reușește să-i atragă atenția și devine ținta principală a poliției locale și de stat. Cu doar patru mile rămase până la destinație, Bandit este pe cale să renunțe, însă Snowman preia conducerea și distruge mașinile poliției care blocau intrarea pe pista de curse Southern Classic. Aceștia sosesc cu 1 minut înainte de termenul-limită, dar în loc să fie plătiți, Carrie și Bandit acceptă o provocare „dublu sau nimic” de la Little Enos: să transporte din Boston ciorbă de scoici⁠(d) în maxim 18 ore. Cei trei pleacă de la fața locului cu unul dintre cele 13 Cadillac Eldorado⁠(d) din colecția lui Big Enos exact când mașinile de poliție pătrund pe pista de curse.
Înainte să plece spre Boston, aceștia trec pe lângă mașina grav avariată a lui Buford, iar Bandit comunică cu acesta prin radioul CB. Deși inițial îl îndrumă către Burdettes, acesta îi spune că este chiar în spatele său. Buford îl abandonează pe Junior și pornește în urmărirea sa.

## Distribuție
- Burt Reynolds - Bo „Banditul” Darville
- Sally Field - Carrie
- Jerry Reed - Cledus „Omul Zăpezilor” Snow
- Jackie Gleason - șeriful Buford T. Justice („Smokey Bear”)
- Mike Henry⁠(d) - Junior
- Pat McCormick⁠(d) - Big Enos Burdette
- Paul Williams⁠(d) - Little Enos Burdette
- Macon McCalman⁠(d) - Mr. B
- Susan McIver - Hot Pants Hillyard
- George Reynolds - șeriful George Branford
- Laura Lizer Sommers - Little Beaver
- Michael Mann - ofițerul lui Branford